# Герб Вєлічки

сучасний герб Вєлічки

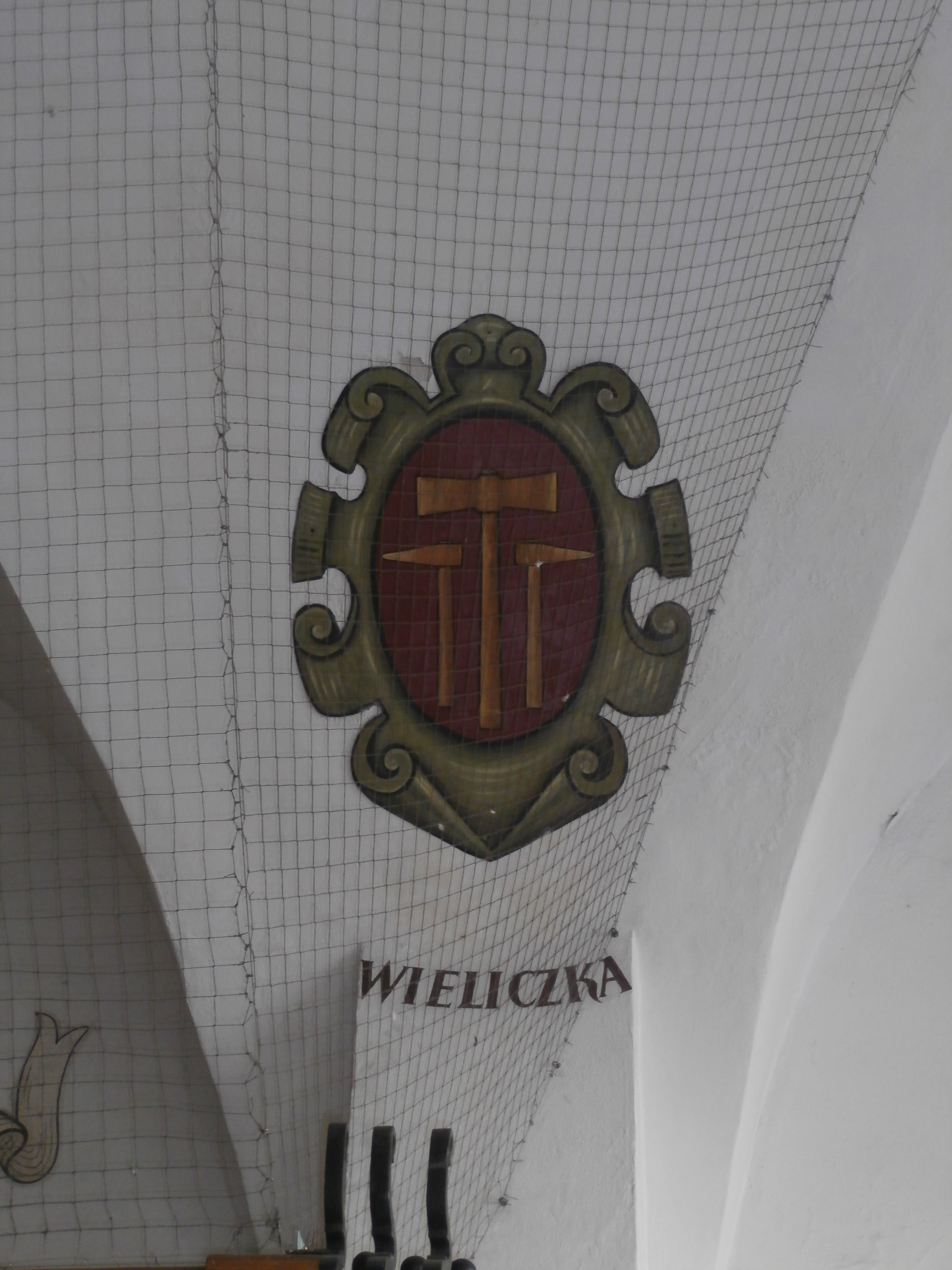
Герб Вєлічки на внутрішніх стінах Краківських Сукєнніц

Перший герб Вєлічки пов'язаний з гірничою традицією міста. На його щиті, зображені інструменти, вживані при видобуванні солі, типу галіт: по двох сторонах вертикально встановленого посольчика (posolczyk) знаходились дві кирки (kilof) з обернутими на зовні лезами (стрижні для подрібнення). Така емблема (godło) була офіційним символом Вєлічки аж до року 1594, коли влада міста володіла селом Мержончка. Купуючи ту місцевість від канцлера коронного Яна Оцеського прийнли її герб: білого орла на червоному фоні, з повішеним на грудях червоним щитом з білим хрестом. До правих кігтів орла додано посольчик (posolczyk) з перехресними кирками (kilof), а до лівих кігтів - вагу, символ виміру справедливості – і так був створений новий герб Вєлічки. Від того часу, під час урядових чинностей мери міста завішували на шиї горжет з тим власне знаком а також з латинським написом "Armia Regiae Liberae Montanaquae Civitas Vielicensis 1594" (Герб Королівського Вільного Гірничого Міста Вєлічка 1594). До первинного гербу місто повернулось тільки в 1938 р.